# Governor General’s Horse Guards
Die Governor General’s Horse Guards sind ein in Toronto stationiertes Reserve-Kavallerie-Regiment der Canadian Army. Sie sind neben den Canadian Grenadier Guards und den Governor General’s Foot Guards das dritte Household-Regiment der kanadischen Monarchie. Der Colonel of the Regiment ist traditionell der kanadische Generalgouverneur, seit 2021 Mary Simon.

## Geschichte
Die Governor General’s Horse Guards wurden im Jahre 1855 in Toronto als 1st Toronto Troops of The Volunteer Militia Cavalry of the County of York aufgestellt, seit 1866 lautete die Bezeichnung The Governor General’s Body Guard for Upper Canada. 1936 erfolgte die Vereinigung mit der Miliz The Mississauga Horse und die Umbenennung als The Governor General’s Horse Guards. Bereits damals gab es informelle Beziehungen zu den britischen Blues and Royals, an deren Uniform sich die Paradeuniform der Governor General’s Horse Guards anlehnt.
Im Ersten Weltkrieg (1914–18) kämpften Bataillone des Regiments an der Westfront. Im Zweiten Weltkrieg waren Mitglieder des Regiments am Feldzug in Italien und an der Invasion in der Normandie beteiligt.

## Die Governor General’s Horse Guards heute
Nach dem Zweiten Weltkrieg war das Regiment u. a. in Afghanistan tätig. Daneben nahm das Regiment auch sein traditionelles Privileg wahr, den Monarchen und den kanadischen Generalgouverneur zu beschützen. Die Governor General’s Horse Guards sind heute neben seiner zerimoniellen Funktion militärisch gesehen ein Panzeraufklärer-Regiment der Reserve. Es ist u. a. mit dem Textron Tactical Armoured Patrol Vehicle und Mercedes-Benz G-Klasse-Wagen ausgestattet.